# Трибуно Мемо
Трибуно Мемо (на италиански: Tribuno Memmo) е двадесет и пети дож на Република Венеция от 979 до 991 г. През 991 г. той е принуден да абдикира и се оттегля в манастир във Венеция, където вероятно още същата година е починал.

## Семейство
Трибуно Мемо е женен за Марина Кандиано, дъщерята на двадесет и втория дож Пиетро IV Кандиано, която му донася голямо богатство. От нея има син Маурицио.